# اقلیما
اقلیما (Luluwa یا Aclima)‌ طبق عهد عتیق، بزرگترین دختر آدم و حوا و خواهر دوقلوی قابیل و همسر هابیل بود. او اولین انسان زنی بود که به‌طور طبیعی متولد شد. طبق سنت اسلامی و خاخام ، ازدواج میان اقلیما و هابیل توسط پدرشان آدم پیشنهاد و تنظیم شد. برای شروع رضایت از برادر دوقلوی اقلیما ، آدم (پدرشان) پیشنهاد کرد که قربانی شود، اما متعاقباً خدا قربانی را رد کرد. دلیل این هیاهو این بود که قابیل از نظر زیبایی شناسی از لولووا جذاب تر از آوان بود.  لولووا علت اصلی اولین قتل در جهان بود (طبق سنت های ابراهیمی)

## کالمنا یا کالمنا؛ بالبیرا
برخی از منابع در سنت های ارتدکس شرقی نام لولووا را Calmana یا Calmanna ذکر کرده اند.
آوانویسی های جایگزین از نام وی Aclima شامل Aclimah ، Aclimia ، Aclimiah ، Klimia است.
در Seder Hadorot ، لولووا را Kalmana می نامند.
در پیدایش 4:17 آمده است که پس از کشته شدن هابیل ، "قابیل همسر خود را شناخت ، و او حنوخ را باردار شد و به دنیا آورد".
در تلاش برای توضیح اینکه قابیل و هابیل از کجا همسران به دست آوردند ، برخی منابع سنتی اظهار داشتند که هر فرزند آدم و حوا با یک دوقلو به دنیا آمد که جفت آنها شد. طبق گفته Seder Hadorot ، همسر و خواهر دوقلوی قابیل کالمانا نامیده می شد و همسر و دوقلوی هابیل بالبیرا بود.
خواهر قابیل در Apocalypse Pseudo-Methodius (اولین تغییر در یونان) II.1.] و Calmana در افسانه طلایی کالمانا نامیده شد. پتروس ریگا شاعر۱۱۴۰تا ۱۲۰۹، کالمنا را در شعر معروف خود آرورا گنجانده است ، و این می تواند منبعی برای ظهور وی در پیتر کامستور در تاریخچه اسکولاستیکا باشد. سپس متن داستانی کتاب مقدس Comestor به عنوان کتاب درسی استاندارد برای آموزش کتاب مقدس برای قرن ها عمل می کرد.

## لولووا
منابع مذهبی نیز نام اقلیما را لولووا توصیف می کنند. لولووا ، خواهر و همسر هابیل ، به عنوان زیباترین دختران اولیه آدم و حوا توصیف شده است. با این حال ، گزارش شد که قابیل در حالی که در رحم حوا بود از او متنفر بود. نام لولووا به معنای "زیبا" است. این روایت در Forgotten Books Of Eden ضبط شده است ، که خود تفسیری از متون آخرالزمانی است.